# Sarvsalö
Sarvsalö, finska: Sarvisalo, är en ö i Finland. Den ligger i Finska viken och i kommunen Lovisa i den ekonomiska regionen  Lovisa i landskapet Nyland, i den södra delen av landet. Ön ligger omkring 59 kilometer öster om Helsingfors.
Öns area är 27,42 kvadratkilometer och dess största längd är 10 kilometer i sydöst-nordvästlig riktning. Ön höjer sig omkring 45 meter över havsytan.
På ön ligger byn Bredvik.
På Sarvsalö ordnas årligen Sarvsalö-"åttan"; en halvmaraton vars rutt går runt hela ön. Sarvsalö-"åttan" har ordnats sedan 2003 och är det största och enda idrottsevenemang som någonsin ordnats på Sarvsalö

## Några delöar med egna namn
- Stadslandet 60°17′00″N 26°01′00″Ö / 60.28333°N 26.01667°Ö
- Furuholmarna 60°18′16″N 25°56′12″Ö / 60.30444°N 25.93667°Ö
- Klobben 60°21′13″N 25°56′40″Ö / 60.35351°N 25.94438°Ö

## Klimat
Inlandsklimat råder i trakten. Årsmedeltemperaturen i trakten är 5 °C. Den varmaste månaden är augusti, då medeltemperaturen är 18 °C, och den kallaste är januari, med −7 °C.